# V (artist)
Kim Tae-Hyung (hangul: 김태형), mer känd under artistnamnet V (hangul: 뷔), född 30 december 1995 i Daegu, är en sydkoreansk sångare, låtskrivare och skådespelare. Han är medlem i det sydkoreanska pojkbandet BTS sedan gruppen debuterade 2013.
Som låtskrivare har V 15 låtar registrerade hos Korea Music Copyright Association.

## Biografi
Kim Tae-hyung är född den 30 december 1995 i staden Daegu, Sydkorea. V växte upp i Geochang-gun, en landskommun i den sydkoreanska provinsen Södra Gyeongsang. V är den äldsta av tre syskon. Han har en lillebror och en lillasyster. När V gick i lågstadiet ville han bli en professionell sångare. I mellanstadiet började han ta saxofonlektioner. En dag följde han med en vän till Big Hit Entertainments audition. Han var endast med för att stötta sin vän, när en från Big Hit uppmanade honom att också göra audition. Han gjorde sin audition på plats och det slutade med att han var den enda personen som passerade auditionen i Daegu den dagen. Detta ledde till att han blev en trainee för Big Hit.

## Påverkan & inflytande
2018 analyserade Eugene Investment & Securities k-pop industrin. V blev rankad som etta i deras topplista, och var bland de mest sökta orden i Sydkorea under fem år. I en undersökning gjord av Gallup Korea var han rankad som nia som den mest föredragna idolen 2018.

## Diskografi

### Album
| Datum       | Albumtitel                                       | Topplacering          |
| Datum       | Albumtitel                                       | Sydkorea (Gaon Chart) |
| ----------- | ------------------------------------------------ | --------------------- |
| 12 jun 2013 | 2 Cool 4 Skool                                   | 5                     |
| 11 sep 2013 | O!RUL8,2?                                        | 4                     |
| 12 feb 2014 | Skool Luv Affair                                 | 1                     |
| 19 aug 2014 | Dark & Wild                                      | 2                     |
| 29 apr 2015 | The Most Beautiful Moment in Life, Part 1        | 1                     |
| 30 nov 2015 | The Most Beautiful Moment in Life, Part 2        | 1                     |
| 2 maj 2016  | The Most Beautiful Moment in Life: Young Forever | 1                     |
| 10 okt 2016 | Wings                                            | 1                     |
| 13 feb 2017 | You Never Walk Alone                             | 1                     |
| 18 sep 2017 | Love Yourself 承 Her                             | 1                     |
| 18 maj 2018 | Love Yourself 轉 Tear                            | 1                     |
| 24 aug 2018 | Love Yourself 結 Answer                          | 1                     |
| 12 apr 2019 | Map of the Soul: Persona                         | 1                     |
| 21 feb 2020 | Map of the Soul: 7                               | 1                     |

## Filmografi

### TV-drama
| År   | Titel                           | Kanal | Roll          |
| ---- | ------------------------------- | ----- | ------------- |
| 2016 | Hwarang: The Poet Warrior Youth | KBS2  | Seok Han-Sung |